# 만달레이 언덕

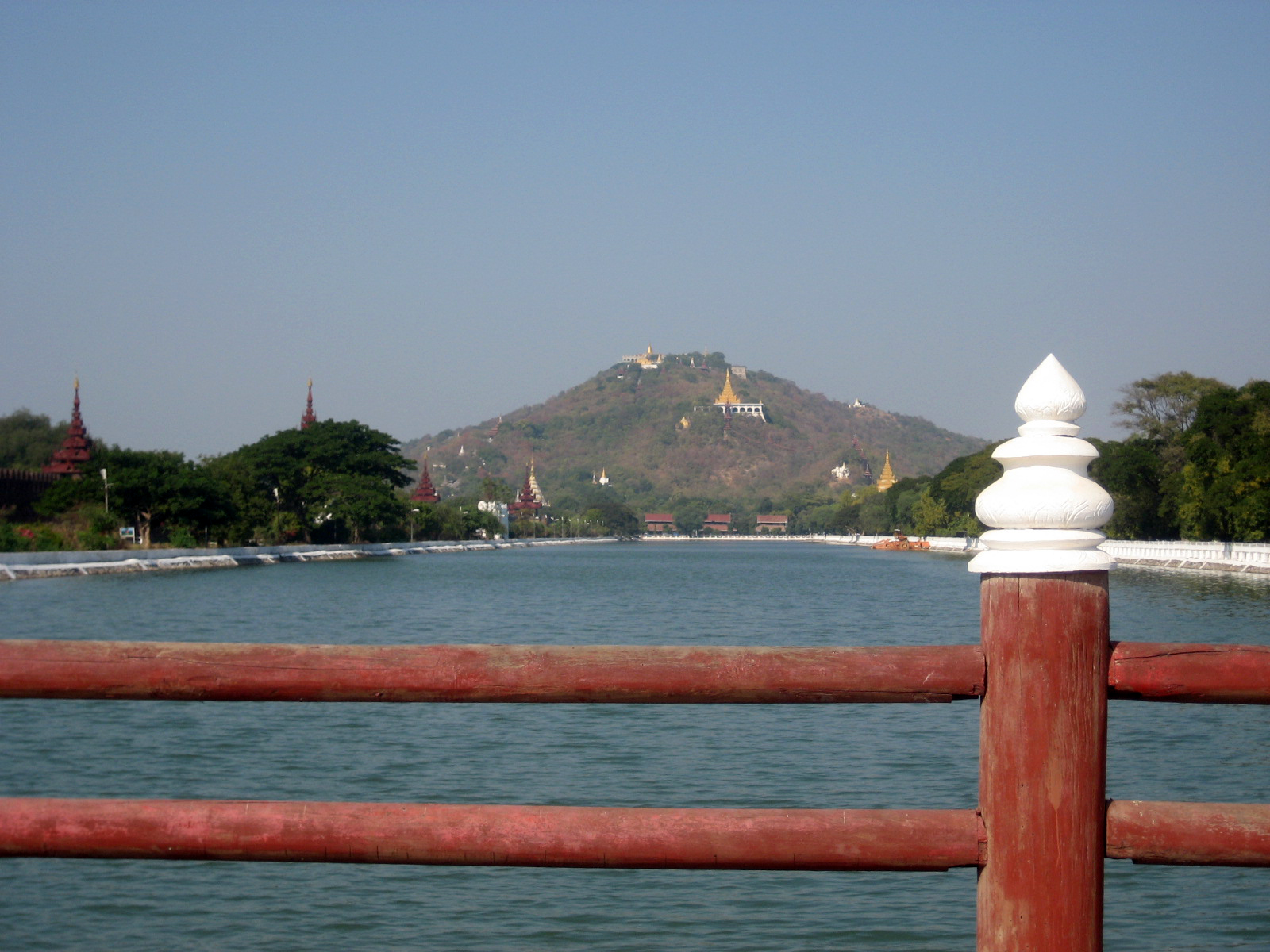
만달레이 언덕

만달레이 언덕은 미얀마 만달레이 구에 있는 언덕이다. 해발 236m이며, 입구 양쪽에 커다란 흰색 사자상이 서있다. 만달레이 언덕 위에선 만달레이 전체를 내려다 볼 수 있으며, 발 아래로는 만달레이 왕궁이 보인다.